# Мис Русије
Мис Русије је избор лепоте у Русији који се одржава једном годишње. Победница представља Русију на изборима за Мис света и Мис универзума. 

## Победнице

### Мис Русије
| Година | Победница            | Прва пратиља          | Друга пратиља          |
| ------ | -------------------- | --------------------- | ---------------------- |
| 1993   | Анна Баичик          |                       |                        |
| 1995   | Елмира Тушава        |                       |                        |
| 1996   | Александра Петрова   |                       |                        |
| 1997   | Елена Рогожина       |                       |                        |
| 1998   | Ана Малова           |                       |                        |
| 1999   | Ана Круглова         |                       |                        |
| 2001   | Оксана Федорова]     |                       |                        |
| 2002   | Светлана Королева    |                       |                        |
| 2003   | Викторија Лопирева   |                       |                        |
| 2004   | Дијана Зарипова      | Елена Калугина        | Ирина Кошелева         |
| 2005   | Александра Ивановска | Ала Тритикова         | Ана Дедичко            |
| 2006   | Татијана Котова      | Јулија Самоилова      | Сардана Сиромиатникова |
| 2007   | Ксеније Сукхинова    | Симонна Левенок       | Вера Красова           |
| 2009   | Софија Рудиева       | Светлана Степанковска | Ксенија Шипилова       |
| 2010   | Ирина Антоненко      | Ирина Шарипова        | Олга Кононенко         |
| 2011   | Наталија Гантимурова | Анастасија Машукова   | Ана Дубник             |
| 2012   | Елизавета Голованова | Татиана Неверова      | Алена Шишкова          |
| 2013   | Елмира Абдазракова   | Анастасија Језакова   | Ирина Туманова         |
| 2014   | Јулија Алипова       | Анастасија Решетова   | Анастасија Костенко    |
| 2015   | Софија Никитчук      | Владислава Јевтученко | Анастасија Наиденова   |
| 2016   | Јана Добровољска     | Јулијана Королкова    | Јулија Кхорошавина     |
| 2016   | Полина Попова        | Ксенија Александрова  | Албина Акхтиамова      |

## Представнице на светским изборима лепоте
- Победница
- Пратиља
- Финалиста

### Мис универзума
| Година | Име                   | Град Рођења     | Пласман      |
| ------ | --------------------- | --------------- | ------------ |
| 1994   | Ина Зобова            | Химки           | без пласмана |
| 1995   | Јулија Алексива       | Москва          | без пласмана |
| 1996   | Илмира Шамсутдинова   | Саратов         | Топ 6        |
| 1997   | Ана Баичик            | Санкт Петербург | без пласмана |
| 1998   | Ана Малова            | Јарослављ       | Топ 10       |
| 1999   | Александра Петрова    | Чебоксари       | без пласмана |
| 2000   | Светлана Горева       | Дмитров         | без пласмана |
| 2001   | Оксана Каландриетс    | Сургут          | Top 10       |
| 2002   | Оксана Федорова       | Санкт Петербург | Победница    |
| 2003   | Олесија Бондаренко    | Хабаровск       | без пласмана |
| 2004   | Ксенија Кустова       | Новосибирск     | без пласмана |
| 2005   | Наталија Николајева   | Ростов на Дону  | без пласмана |
| 2006   | Ана Литвинова         | Новокузњецк     | Топ 20       |
| 2007   | Татијана Котова       | Ростов на Дону  | без пласмана |
| 2008   | Вера Красова          | Москва          | 3. пратиља   |
| 2009   | Софија Рудијева       | Санкт Петербург | без пласмана |
| 2010   | Ирина Антоненко       | Јекатеринбург   | Топ 15       |
| 2011   | Наталија Гантимурова  | Москва          | без пласмана |
| 2012   | Елизабета Голованова  | Сафоново        | Топ 10       |
| 2013   | Елмира Албдразакова   |                 | без пласмана |
| 2014   | Јулија Алипова        | Балаково        | без пласмана |
| 2015   | Владислава Јевтученко |                 | без пласмана |
| 2016   | Јулијана Королкова    |                 | без пласмана |
| 2017   | Ксенија Александрова  |                 |              |

### Мис света
| Година | Име                  | Пласман      |
| ------ | -------------------- | ------------ |
| 1992   | Јулија Курочкина     | победница    |
| 1993   | Олга Сисоева         | без пласмана |
| 1994   | Ана Малова           | без пласмана |
| 1995   | Елена Базина         | без пласмана |
| 1996   | Викторија Тсапицина  | без пласмана |
| 1997   | Људимила Попова      | без пласмана |
| 1997   | Татијана Моркушина   | без пласмана |
| 1999   | Елена Афимова        | без пласмана |
| 2000   | Ана Бодарева         | без пласмана |
| 2001   | Ирина Коваленко      | топ 10       |
| 2002   | Ана Татариствена     | Top 20       |
| 2003   | Светлана Горева      | без пласмана |
| 2004   | Татијана Сидорчук    | Top 15       |
| 2005   | Јулија Иванова       | Топ 15       |
| 2006   | Александра Мазур     | без пласмана |
| 2007   | Татијана Котова      | без пласмана |
| 2008   | Ксенија Сукхинова    | Победница    |
| 2009   | Ксенија Шипилова     | без пласмана |
| 2010   | Ирина Шарипова       | Топ 25       |
| 2011   | Наталија Гантимурова | без пласмана |
| 2012   | Елизабета Голованова | без пласмана |
| 2013   | Елмира Албдразакова  | без пласмана |
| 2014   | Анастасија Костенко  | Топ 20       |
| 2015   | Софија Никитчук      | Прва пратиља |
| 2016   | Јана Добровољска     | без пласмана |
| 2017   | Полина Попова        |              |